# Paul Aron
 (janvier 2025).
Si vous disposez d'ouvrages ou d'articles de référence ou si vous connaissez des sites web de qualité traitant du thème abordé ici, merci de compléter l'article en donnant les références utiles à sa vérifiabilité et en les liant à la section « Notes et références ».
Ne doit pas être confondu avec Paul Aron (pilote automobile).
Pour les articles homonymes, voir Aron.
Œuvres principales
Le Dictionnaire du littéraire, Edmond Picard (1836-1924). Un bourgeois socialiste belge à la fin du dix-neuvième siècle. Essai d'histoire culturelle
Paul Aron (né à Bruxelles le 8 novembre 1956) est docteur en philosophie et lettres de l'Université libre de Bruxelles. 

## Biographie
Paul Aron a été aspirant, chargé de recherches et directeur de recherche au Fonds national de la recherche scientifique (FNRS) de 1984 à 2021, et professeur de littérature et théorie littéraire à l'Université Libre de Bruxelles. Il est désormais professeur de l'Université.
Il s'intéresse à l'histoire de la vie littéraire, principalement des XIXe et XXe siècles, aux relations entre les arts et entre les médias de presse, la vie politique et l’histoire culturelle. Il a été professeur invité de plusieurs universités (Paris X-Nanterre, Paris III-Sorbonne, Metz, Varsovie, Cracovie, Centre universitaire de Mayotte...).

## Publications

### Ouvrages
- Les écrivains belges et le socialisme, 1880-1913 : L'expérience de l'art social, d'Edmond Picard à Émile Verhaeren, Bruxelles, Labor, « Archives du futur », 1985.
- La Mémoire en jeu. Une histoire du théâtre de langue française en Belgique, Bruxelles, La Lettre volée-Théâtre National de la Communauté française, 1995.Réédition collection Espace Nord, 2018, 365 p. sous le titre : Une histoire du théâtre du théâtre belge de langue française, préface et postface de Nancy Delhalle, p.  (ISBN 978-2-87568-397-7).
- Paul Aron et Pierre-Yves Soucy, Les Revues littéraires belges de langue française de 1830 à nos jours, Bruxelles : Editions Labor et Archives et Musée de la littérature, 1998.
- avec Gisèle Sapiro et Frédérique Matonti (dir.), « Le Réalisme socialiste en France », Sociétés & Représentations, 15 décembre 2002.
- avec Denis Saint-Jacques et Alain Viala (dir.), Le Dictionnaire du littéraire, PUF, « Grands dictionnaires », 2002 ; rééd., PUF, « Quadrige dicos poche », 2004; rééd., PUF, « Quadrige dicos poche », 2010.
- Du pastiche, de la parodie et de quelques genres connexes, neuf études réunies et publiées par Paul Aron, Québec, Nota Bene, 2005.
- avec Alain Viala, L'enseignement littéraire, PUF, coll. « Que sais-je ? », 2005.
- La littérature prolétarienne en Belgique francophone depuis 1900, Bruxelles, Labor, « Espace Nord », 2006.
- avec Cécile Vanderpelen-Diagre, Vérités et mensonges de la collaboration. Trois écrivains racontent « leur » guerre, Bruxelles, Labor, 2006.
- La littérature prolétarienne en Belgique francophone depuis 1900, Seconde édition revue, Bruxelles, Labor, 2006.
- avec Alain Viala, Sociologie de la littérature, PUF, coll. « Que sais-je ? », 2006.
- avec Alain Viala, Les 100 mots du littéraire, PUF, coll. « Que sais-je ? », 2008.
- Dictionnaire de la Seconde Guerre mondiale en Belgique (dir., avec José Gotovitch), Bruxelles, André Versaille éditeur, 2008, 527 p.
- Histoire du pastiche, PUF, « Littéraires (Les) », 2008.
- avec Jacques Espagnon, Répertoire des pastiches et parodies littéraires de langue française aux XIXe et XXe siècles, Paris, PUPS, 2009, 564 p. Prix du SLAM 2010.
- avec Françoise Chatelain, Manuel et anthologie de la littérature belge à l’usage des classes terminales de l’enseignement secondaire, Bruxelles, Le Cri, 2008, 274 p. Deux. éd, 2009-2010.
- avec Jean-Pierre Bertrand, Les 100 mots du surréalisme, Paris, PUF, 2010, 128 p. (coll. « Que sais-je ? »).
- avec Jean-Pierre Bertrand, Les 100 mots du symbolisme, Paris, PUF, 2011, 128 p. (coll. « Que sais-je ? »).
- avec Cécile Vanderpelen-Diagre, Edmond Picard (1836-1924). Un bourgeois socialiste belge à la fin du dix-neuvième siècle. Essai d'histoire culturelle, Bruxelles, Musées royaux des Beaux-Arts de Belgique, "Thèses et Essais", 2013.
- Anthologie du surréalisme belge. Textes réunis et présentés par Paul Aron et Jean-Pierre Bertrand, Bruxelles, Les Impressions nouvelles, coll. Espace Nord, 2015, 252 p.
- « Bruxelles, une géographie littéraire », Dossier sous la direction de Paul Aron et Laurence Brogniez, Textyles, 47, 2015.
- « Le naturalisme belge », Dossier des Cahiers naturalistes, sous la dir. de Paul Aron et Clara Sadoun-Edouard, no 90 septembre 2016, 267 p.
- sous le pseudonyme de Roy Pinker, avec Yoan Vérilhac, Faire sensation. De l’enlèvement du bébé Lindbergh au Barnum médiatique, Marseille, Agone, 2017.
- « Le sens du social », Dossier dirigé par Paul Aron et Jean-Pierre Bertrand, Revue Romantisme, 175, 2017/1.
- Verhaeren en son temps, Dossier dirigé par Paul Aron et Jean-Pierre Bertrand, Textyles 50-51, 274 p. ☂
- (Re)faire de l'histoire littéraire, Paris, Aniwbe, coll. Liziba, 2017  (ISBN 9782916121888)
- Tous Dingo ? Une politique de l’animal naturaliste. Neuf études réunies et présentées par Paul Aron et Clara Sadoun-Edouard, Bruxelles, Samsa /Ciel/Société Octave Mirbeau, 2018, 162 p.
- " Marcel Lecomte, entre présence et absence ", Dossier dirigé par Paul Aron et Philippe Dewolf, Textyles, 52, 2018, 184 p.
- " Georges Eekhoud, autres vies, autres vues ", Dossier dirigé par Paul Aron et Clément Dessy, Textyles, 58, 2020, 228 p.
- "Les écritures du sport - The writing(s) of sports journalism - As escritas do jornalismo esportivo ", Paul Aron, Laurence Rosier, Ruadhán Cooke, Marie-Ève Thérenty, Ruben Arnoldo Gonzalez ed., Sur le journalisme - About Journalism - Sobre jornalismo, Vol.10 no 2 (https://revue.surlejournalisme.com/slj
- Zone Canal. Guide littéraire de Bruxelles, Editions de l’Université de Bruxelles, 2022, 116 p.  (ISBN 978-2-8004-1808-7) (avec Laurence Brogniez)
- Solbosch. Guide littéraire de Bruxelles, Editions de l’Université de Bruxelles, 2022, 84 p.  (ISBN 978-2-8004-1807-0) (avec Laurence Brogniez)
- La Presse en trompe-l’œil. Répertoire bibliographique des journaux imités, détournés et mystifiés Tusson, Du Lérot éditeur, 2022, 104 p. (avec Jean-Didier Wagneur)  (ISBN 978-2-35548-169-7)
- Saint-Gilles. Ixelles. Guide littéraire de Bruxelles, Editions de l’Université de Bruxelles, 2023, 121 p.  (ISBN 978-2-8004-1850-6) (avec Laurence Brogniez)
- Abécédaire Monselet à destination des honnêtes gens et des autres, contenant maintes notices sur le plus célèbre des écrivains français oubliés et ses œuvres en tous genres, ainsi que sur ses amis, les lieux qu’il a fréquentés et ses goûts bien connus en matière de gastronomie et d’histoire littéraire, ouvrage utile et distrayant, quoique du plus haut sérieux, muni d’un titre à rallonge qu’il siéra à Mmes et MM. les catalographes et bibliographes de ne point abréger... avec quelques inédits dont une correspondance avec Poulet-Malassis, Tusson, Du Lérot, éditeur, 2024, 360 p. (avec Valérie André et Jean-Didier Wagneur et la collaboration de Françoise Cestor)  (ISBN 978-2-35548-187-1)
- Les Poètes de métier. Une brève histoire des métromanies professionnelles, Bruxelles, Éditions de l’Université de Bruxelles, 2024, 200 p.  (ISBN 978-2-8004-1866-7)
- Magritte commenté par ses amis. Textes choisis et présentés par Paul Aron. Postface de Sémir Badir. Bruxelles, Espace Nord, 2024, 234 p. (ISBN 978-2-87568-602-2)
- « Bruxelles nord », Guide littéraire de Bruxelles, Éditions de l’Université de Bruxelles, 2024, 126 p.(avec Laurence Brogniez)  (ISBN 978-2-8004-1867-4)
- Christian Dotremont. Études et inédits. Coordonné par Paul Aron, Florence Huybrechts et Stéphane Massonet, avec la collaboration de Laurence Boudart, Bruxelles, AML éditions, 2024, 206 p. (ISBN 978-2-87168-100-7)

### Ouvrages scientifiques (partiel)
- « Émile Verhaeren, collaborateur à la Nation, organe libéral-progressiste », in Emile Verhaeren, éd. par Peter-Eckard Knabe et Raymond Trousson, Bruxelles, Editions de l’Université de Bruxelles, 1984, p. 135- 144.
- « Le banquet Victor Hugo et la presse française », in Lacroix et Verboekhoven, les éditeurs belges de Victor Hugo et le banquet des Misérables, Bruxelles, Crédit Communal de Belgique, 1986, p. 41 - 47.
- « Politique et culture », in Bruxelles – Vienne 1890 – 1938, Bruxelles, Promotion des lettres et CFC Editions, 1987, p. 12 -15.
- « Quelques échos des coutumes de fiançailles et de mariage dans les lettres belges de langue française », in Des Accordailles aux épousailles, Bruxelles, CGER, 1988, p. 85 - 98.
- « Les contes saturniens de Charles Van Lerberghe », in Charles Van Lerberghe et le symbolisme, éd. par Helmut Siepmann et Raymond Trousson, Köln, DME – Verlag, 1988, p. 98 - 115.
- « Les Chemins de Rome : un roman pour mémoire », in La deriva delle francofonie. Les avatars d’un regard. L’Italie vue à travers les écrivains belges de langue française. A cura di Anna Soncini Fratta, Bologna, CLUEB, 1988, p. 79 - 91. Rééd. Dans Bon à tirer (revue électronique), 15 décembre 2011.
- « Le contexte politique et social », in Forces murales 1947 - 1959, Deltour, Dubrunfaut, Somville, Tournai, Fondation de la Tapisserie, des arts du tissu et des arts muraux de la Communauté française de Belgique, 1989, p. 8 - 9.
- « La Jeune Belgique et la modernité littéraire » in La Jeune Belgique et la Jeune Pologne, Cracovie, Etudes monographiques de l’Ecole Normale Supérieure de Cracovie, 1988, p. 69-81.
- « Ecrire la révolution : une première analyse de l’influence d’octobre 17 sur la littérature belge de langue française », in Montagnes russes. La Russie vécue par des Belges, éd. par H. Stols et E. Wagemans, Bruxelles, EPO, 1989, p. 211-222.
- « Essai d’analyse institutionnelle d’un mouvement littéraire périphérique : l’exemple du surréalisme bruxellois entre les deux guerres », in L’identité culturelle dans les littératures de langue française, éd. par A. Vigh, Paris, ACCT et Presses de l’Université de Pécs, 1989, p. 151-162.
- « Les arts et les lettres en 1886 : lorsque la race wallon – flamande se réveillait au contact des infernales cuisines industrielles », in 1886. La Wallonie née de la grève ? éd. par M. Bruwier, N. Caulier – Mathy, C. Desama, P. Gerin, Bruxelles, Labor, 1990, p. 151-166.
- « Mélusine : Lecture d’une légende surréaliste », in Franz Hellens entre mythe et réalité, éd. par V. Nachtergaele, Leuven, University Press, 1990, p. 145-153.
- « Pour une description sociologique du symbolisme belge », in Le mouvement symboliste en Belgique, éd. par Anna Soncini Fratta, Bologne, CLUEB, 1990, p. 55 – 69 (« Beloeil »).Traduction tchèque par Jaroslav Stichauer in Svet literatury (Praha), 1992, 4.
- « Romain Rolland, Henri Barbusse et leurs amis belges : l’efficacité d’un réseau politico – littéraire » in Les relations littéraires franco – belges de 1914 à 1940, éd. par R. Frickx, Bruxelles, VUB Press, 1990, p. 29-54.
- « La Légende en son temps : problèmes d’une théorie des genres », La Légende de Thyl Ulenspiegel di Charles De Coster. Terzo Seminario Internazionale, Bologna 22/23 giugno 1990, Anna Soncini Fratta éd., Bologne, CLUEB, 1991, p. 81-94.
- « Victor Serge et Charles Plisnier », Actes du colloque Victor Serge, Socialisme, juillet- octobre 1991, p. 402-408.
- « Rayonnements surréalistes », Université de Paris X – Nanterre, Centre de Recherches interdisciplinaires sur les Textes Modernes, Convergences et divergences dans les littératures francophones, Actes du colloque des 8- 9 février 1991, Paris, L’Harmattan, 1992, p. 48-54.

### Articles
- Les sources belges de Dracula, Le carnet et les instants, 2013, no 178, p. 14-21.